# Peter Monnik
Peter Monnik, auch Peter Monick (bl. 1479 in Lübeck) war Ratsschreiber der Hansestadt Lübeck.

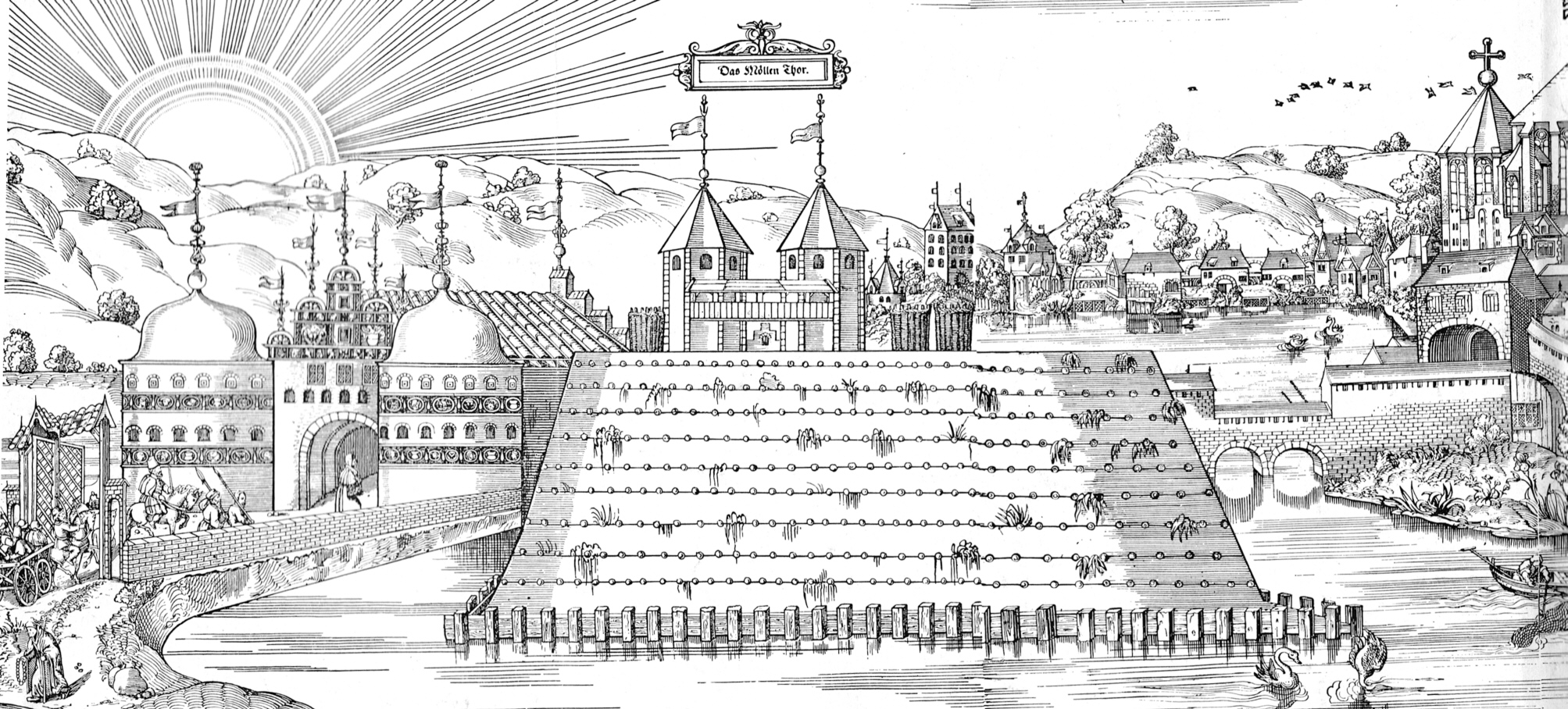
Die Mühlentor-Anlage im Jahr 1552

Meister Peter Monnik steht als Lübecker Gerichtsschreiber für den Beginn der Psychiatriegeschichte in Lübeck. Zu dieser Zeit verwahrte man Irre (wie Tiere) in gegen das Wetter ungeschützten Tollkisten vor den Toren der mittelalterlichen Stadt. Er setzte sich 1479 gemeinsam mit drei weiteren Lübecker Bürgern in einer erfolgreichen Petition an den Lübecker Rat für die Unterbringung der Irren in einem der inneren Türme des Mühlentores der Lübecker Stadtbefestigung ein. Während die Unterkunft städtische Aufgabe blieb, ging die Fürsorge und Pflege der Betroffenen auf eine bürgerschaftliche Kommission über, deren Vorsteher die erforderlichen Mittel als Spenden einwarben.

## Ehrungen

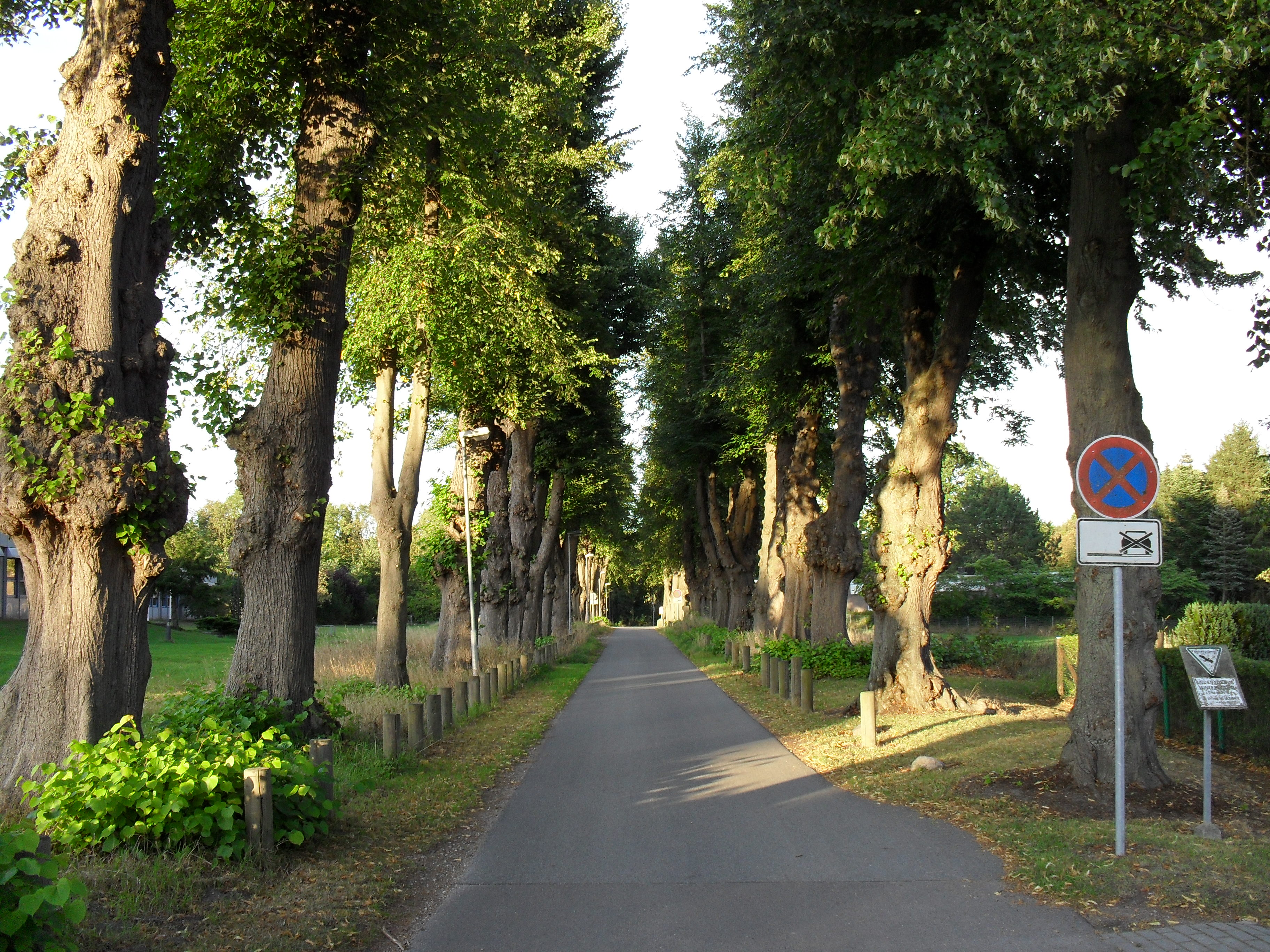
Die im 19. Jahrhundert angelegte, heute als Naturdenkmal geschützte Winterlinden-Allee des Gutes Strecknitz, heute Peter-Monnik-Weg

Aus Anlass des 62. Deutschen Ärztetages 1959, der zu Ehren des Ärztlichen Vereins zu Lübeck zusammen mit dessen 150sten Stiftungsfest in Lübeck stattfand, wurde auch Peter Monnik geehrt; der Peter-Monnik-Weg direkt beim Gut Strecknitz, bei der ehemaligen Heilanstalt Strecknitz und heutigen Universität zu Lübeck, mit seiner seit dem 19. Jahrhundert bestehenden, denkmalgeschützten Lindenallee wurde nach ihm benannt.